# Pacta sunt servanda

Pacta sunt servanda (« Les conventions doivent être respectées ») est une locution latine signifiant que les parties sont désormais liées au contrat venant d'être conclu, et qu'à ce titre, elles ne sauraient déroger aux obligations issues de cet accord. Cette locution est tirée de l'obligation morale de respecter la parole donnée.  
Cette locution, qui traduit la force obligatoire des conventions, est à la fois un principe de droit des obligations, de droit international public et de droit constitutionnel français.
La maxime pacta sunt servanda est attribuée à, Henri de Suse (c. 1200 – 1271) dit Hostiensis,, car cardinal-évêque d'Ostie.

## Droit des obligations
L'article 1103 du Code civil français y fait une référence expresse : « Les contrats légalement formés tiennent lieu de loi à ceux qui les ont faits. »
L'article 1134 du Code civil belge garde le texte de l'ancien article 1134 du Code civil français (ce qui s'explique par le fait que le code belge est fondé sur le code Napoléon) : 

« Les conventions légalement formées tiennent lieu de loi à ceux qui les ont faites. »

— Article 1134 alinéa 1er du Code civil.
Les articles 1434 à 1439 du Code civil du Québec traitent de la force obligatoire du contrat. L'article 1434 énonce que « Le contrat valablement formé oblige ceux qui l’ont conclu non seulement pour ce qu’ils y ont exprimé, mais aussi pour tout ce qui en découle d’après sa nature et suivant les usages, l’équité ou la loi ». L'article 1439 dispose que « Le contrat ne peut être résolu, résilié, modifié ou révoqué que pour les causes reconnues par la loi ou de l’accord des parties ».

## Droit constitutionnel français
Ce principe a valeur constitutionnelle depuis la décision du Conseil constitutionnel du 9 avril 1992 (no 92-308 DC).
Pour le Conseil constitutionnel, la règle pacta sunt servanda, en vertu de la quelle « tout traité en vigueur lie les parties et doit être exécuté par elles de bonne foi », est au nombre des « règles du droit public international » auxquelles l'alinéa 14 du préambule de la Constitution du 27 octobre 1946 se réfère.
La règle pacta sunt servanda ne confère pas, dans l'ordre juridique interne, une valeur supraconstitutionnelle aux traités et autres engagements internationaux.

## Droit international public
En matière de droit international, c'est l'article 26 de la convention de Vienne de 1969 qui l'énonce :

« Tout traité en vigueur lie les parties et doit être exécuté par elles de bonne foi. »

Ce principe implique également que les États parties à un traité ne peuvent se prévaloir d'obstacles posés par leur ordre juridique interne pour éviter d'exécuter leurs obligations internationales. 
Ce principe naît en droit international public sous l'égide de Francisco Suárez, pour qui la souveraineté des princes se trouve limitée de façon externe par l’existence des autres souverainetés des princes et que la société internationale est le concours des relations entre les différents États.  
De l'établissement de ce principe au XVIIe siècle jaillit une vision de ce qu’on appelle aujourd’hui le droit international public, c’est-à-dire le droit qui règle les conflits entre États. Le droit international public règle la conduite des États entre eux, la conduite de la paix, de la guerre etc., et cela, selon le principe pacta sunt servanda. 

« Le fait que le consentement d'un État à être lié par un traité a été exprimé en violation d'une disposition de son droit interne ne peut être invoqué par cet État comme viciant son consentement. »

— article 46.1 de la convention de Vienne
En outre, le contrat ne peut valoir que s'il respecte l'ordre public international, notamment le jus cogens qui recouvre les normes impératives du droit international, la Charte des Nations unies qui affirme sa primauté sur tout autre accord international, etc.
En matière d’endettement, selon le juriste David Ruzié dans son ouvrage Droit international public, un principe comme le Pacta sunt servanda ne vaut que pour « des dettes contractées dans l’intérêt général de la collectivité ».

## Droit canonique
Le principe pacta sunt servanda est inscrit dans le droit canonique. Il figure dans le canon 3 du Code de droit canonique de 1983 qui reprend le canon 3 du celui de 1917.

## Droit musulman
En droit musulman, le principe pacta sunt servanda est relié au hadîth en vertu duquel « les musulmans sont liés par les conditions qu'ils stipulent ».